# Morti nel 1986/Maggio
| Questa pagina contiene informazioni ricavate automaticamente dalle voci biografiche con l'ausilio del template Bio e di un bot. L'aggiornamento è periodico e automatico e ricostruisce completamente la pagina. Se manca una persona in questa lista, sei pregato di non aggiungerla, ma accertati piuttosto che la sua voce biografica contenga il template Bio e che i dati anagrafici siano correttamente compilati. Se il template Bio manca, inseriscilo tu stesso o, in alternativa, metti l'avviso {{tmp\|Bio}} che ne segnala la mancanza. Se i dati riportati sono sbagliati, correggi direttamente la voce biografica; le modifiche saranno visibili in questa lista entro pochi giorni. Per chiarimenti vedi il progetto biografie. La lista contiene solo le 106 persone che sono citate nell'enciclopedia e per le quali è stato implementato correttamente il template Bio. Pagina aggiornata al 3 mar 2024. |

- 1º maggio - James Ramsay, ufficiale e politico australiano (n. 1916)
- 1º maggio - Lois Roden, religiosa statunitense (n. 1905)
- 2 maggio - Massimo Baldi, architetto italiano (n. 1927)
- 2 maggio - Ernest Butterworth Jr., attore statunitense (n. 1905)
- 2 maggio - Sergio Cresto, copilota di rally statunitense (n. 1956)
- 2 maggio - Henri Toivonen, pilota di rally finlandese (n. 1956)
- 3 maggio - Robert Alda, attore, cantante e ballerino statunitense (n. 1914)
- 3 maggio - Nicolò Nicolosi, calciatore e allenatore di calcio italiano (n. 1912)
- 3 maggio - Wang Li, linguista, docente e traduttore cinese (n. 1900)
- 4 maggio - Mariano Pittana, architetto italiano (n. 1908)
- 4 maggio - Romeo Rivers, hockeista su ghiaccio canadese (n. 1907)
- 5 maggio - Bill Cook, hockeista su ghiaccio canadese (n. 1895)
- 5 maggio - Käte Haack, attrice tedesca (n. 1897)
- 5 maggio - Enzo Liberti, attore, doppiatore e regista italiano (n. 1926)
- 6 maggio - Lorenzo Minio-Paluello, linguista, filologo e traduttore italiano (n. 1907)
- 7 maggio - Fausto Bocchi, politico e partigiano italiano (n. 1920)
- 7 maggio - Ferdinand Bruhin, calciatore svizzero (n. 1908)
- 7 maggio - Charlie Colombo, calciatore statunitense (n. 1920)
- 7 maggio - Gaston Defferre, politico francese (n. 1910)
- 7 maggio - Alfredo Pezzana, schermidore e dirigente sportivo italiano (n. 1893)
- 7 maggio - Selman Selmanagić, architetto tedesco (n. 1905)
- 7 maggio - Herma Szabo, pattinatrice artistica su ghiaccio austriaca (n. 1902)
- 8 maggio - Raffaele Nasi, fondista italiano (n. 1909)
- 8 maggio - Emanuel Shinwell, politico britannico (n. 1884)
- 9 maggio - Michail Alpatov, storico dell'arte russo (n. 1902)
- 9 maggio - Herschel Bernardi, attore statunitense (n. 1923)
- 9 maggio - Tenzing Norgay, alpinista nepalese (n. 1914)
- 9 maggio - Eugenio Reale, politico italiano (n. 1905)
- 9 maggio - Richard Scheringer, politico e militare tedesco (n. 1904)
- 10 maggio - Francesco Pescia, calciatore italiano (n. 1907)
- 10 maggio - Vladimir Ivanovič Tišura, vigile del fuoco e militare sovietico (n. 1959)
- 11 maggio - Aleksandr Fëdorovič Akimov, ingegnere sovietico (n. 1953)
- 11 maggio - Edoardo Anton, commediografo, sceneggiatore e regista italiano (n. 1910)
- 11 maggio - Fritz Pollard, giocatore di football americano e allenatore di football americano statunitense (n. 1894)
- 11 maggio - Vladimir Pavlovič Pravik, vigile del fuoco e militare sovietico (n. 1962)
- 12 maggio - Elisabeth Bergner, attrice tedesca (n. 1897)
- 12 maggio - Alicia Moreau de Justo, medica, politica e pacifista britannica (n. 1885)
- 12 maggio - Alessandro Torlonia, V principe di Civitella-Cesi, nobile italiano (n. 1911)
- 13 maggio - Maria Bellonci, scrittrice e traduttrice italiana (n. 1902)
- 13 maggio - Vasilij Ivanovič Ignatenko, militare e vigile del fuoco sovietico (n. 1961)
- 14 maggio - Vjačeslav Stepanovič Bražnik, ingegnere sovietico (n. 1957)
- 14 maggio - Viktor Nikolaevič Kibenok, vigile del fuoco e militare sovietico (n. 1963)
- 14 maggio - Leonid Fëdorovič Toptunov, ingegnere sovietico (n. 1960)
- 15 maggio - Elio De Angelis, pilota automobilistico italiano (n. 1958)
- 15 maggio - Gianni Ravera, cantante, imprenditore e produttore discografico italiano (n. 1920)
- 16 maggio - Gaetano Aliperta, militare e aviatore italiano (n. 1896)
- 16 maggio - Luigi Asquasciati, poeta italiano (n. 1905)
- 16 maggio - Pierino Favalli, ciclista su strada italiano (n. 1914)
- 16 maggio - Oscar Saccorotti, pittore, incisore e decoratore italiano (n. 1898)
- 17 maggio - Giuseppe Cacciò, imprenditore italiano (n. 1898)
- 17 maggio - Giovanni Battista Froggio, scrittore, poeta e giornalista italiano (n. 1917)
- 17 maggio - Masaji Kitano, generale e medico giapponese (n. 1894)
- 17 maggio - Ljudmila Pachomova, danzatrice su ghiaccio sovietica (n. 1946)
- 17 maggio - Roberts Pakalns, calciatore e allenatore di calcio lettone (n. 1911)
- 17 maggio - Viktor Vasil'evič Proskurjakov, ingegnere sovietico (n. 1955)
- 18 maggio - Yaşar Erkan, lottatore turco (n. 1911)
- 18 maggio - Giuseppe Lazzati, storico della letteratura e politico italiano (n. 1909)
- 18 maggio - José Luiz Santos de Azevedo, cestista brasiliano (n. 1929)
- 19 maggio - Tibor Nyilas, schermidore statunitense (n. 1914)
- 19 maggio - Knut Rød, avvocato norvegese (n. 1900)
- 19 maggio - Anatolij Ivanovič Šapovalov, ingegnere sovietico (n. 1940)
- 20 maggio - Anatolij Ivanovič Baranov, ingegnere sovietico (n. 1953)
- 20 maggio - Stephen Carr, attore statunitense (n. 1906)
- 20 maggio - Don Gray, cestista canadese (n. 1916)
- 20 maggio - Carlo Ronza, politico italiano (n. 1902)
- 20 maggio - Helen Brooke Taussig, cardiologa statunitense (n. 1898)
- 21 maggio - Richard Broxton Onians, filologo inglese (n. 1899)
- 21 maggio - Vezio Crisafulli, giurista e costituzionalista italiano (n. 1910)
- 21 maggio - Viggo Jørgensen, calciatore danese (n. 1899)
- 22 maggio - Martin Gabel, attore statunitense (n. 1912)
- 22 maggio - James Gentle, calciatore statunitense (n. 1904)
- 22 maggio - Paolo Ricci, pittore, politico e giornalista italiano (n. 1908)
- 22 maggio - ʿUmar al-Tilmisānī, politico egiziano (n. 1904)
- 23 maggio - Sterling Hayden, attore e scrittore statunitense (n. 1916)
- 23 maggio - Hake Talbot, scrittore statunitense (n. 1900)
- 23 maggio - Silvio Paolucci, politico italiano (n. 1903)
- 23 maggio - Altiero Spinelli, politico e scrittore italiano (n. 1907)
- 24 maggio - Yakima Canutt, attore e stuntman statunitense (n. 1895)
- 24 maggio - Eduardo Gonzalez Gallarza, militare e aviatore spagnolo (n. 1898)
- 24 maggio - George Gordon, regista, animatore e sceneggiatore statunitense (n. 1906)
- 24 maggio - Chris Graham, pugile canadese (n. 1900)
- 25 maggio - Carlo Betocchi, poeta e scrittore italiano (n. 1899)
- 26 maggio - Vitalij Michajlovič Abalakov, alpinista e ingegnere sovietico (n. 1906)
- 26 maggio - Gunnar Björnstrand, attore svedese (n. 1909)
- 26 maggio - Gian-Carlo Coppola, attore statunitense (n. 1963)
- 27 maggio - Cėndijn Damdinsürėn, scrittore e linguista mongolo (n. 1908)
- 27 maggio - Diego Michelotti, attore e doppiatore italiano (n. 1926)
- 27 maggio - Emilio Ravasio, ciclista su strada italiano (n. 1962)
- 28 maggio - Edip Cansever, poeta turco (n. 1928)
- 28 maggio - Marguerite Courtot, attrice statunitense (n. 1897)
- 28 maggio - Gunnar Hägg, chimico svedese (n. 1903)
- 28 maggio - Pier Carlo Landucci, presbitero e teologo italiano (n. 1900)
- 28 maggio - Borislav Milić, scacchista jugoslavo (n. 1925)
- 28 maggio - Enrico Piceni, critico d'arte, critico teatrale e traduttore italiano (n. 1901)
- 28 maggio - Lurene Tuttle, attrice statunitense (n. 1907)
- 29 maggio - Mario Bonvicini, ciclista su strada italiano (n. 1903)
- 29 maggio - Bernard Philippe Groslier, archeologo e funzionario francese (n. 1926)
- 29 maggio - Inge Landgut, attrice tedesca (n. 1922)
- 29 maggio - Girolamo Mechelli, politico italiano (n. 1923)
- 30 maggio - Perry Ellis, stilista statunitense (n. 1940)
- 30 maggio - Hank Mobley, sassofonista e compositore statunitense (n. 1930)
- 31 maggio - James Rainwater, fisico statunitense (n. 1917)
- 31 maggio - Enrico Rame, attore italiano (n. 1918)
- 31 maggio - Carlo Enrico Rava, architetto italiano (n. 1903)
- 31 maggio - Dora Russell, attivista e scrittrice britannica (n. 1894)
- 31 maggio - Mikuláš Šprinc, poeta, scrittore e presbitero slovacco (n. 1914)